# 6th Dragoon Guards (Carabiniers)

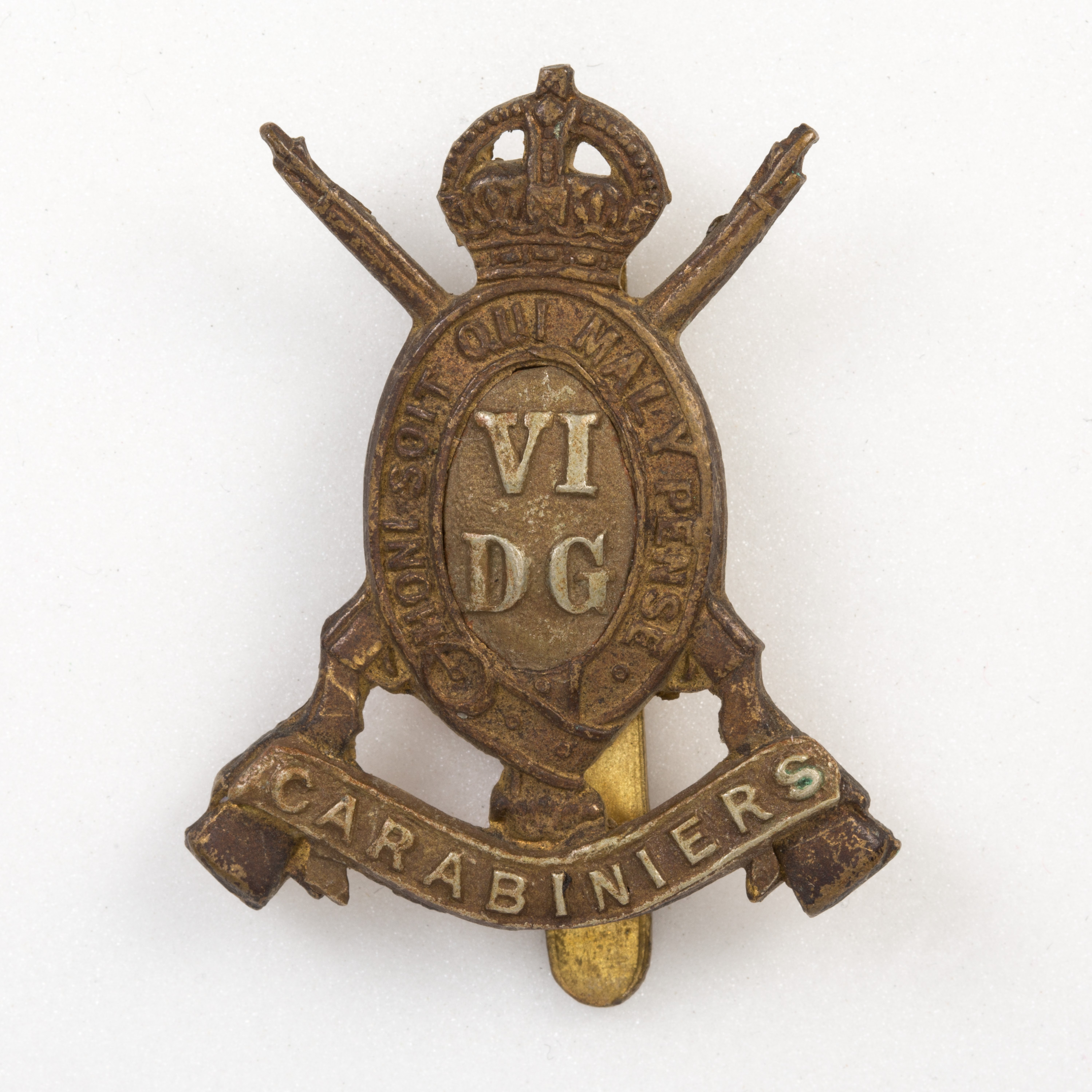
Mützenabzeichen der 6th Dragoon Guards (Carabiniers)

Die 6th Dragoon Guards (Carabiniers) waren ein Kavallerieregiment der britischen Armee, das von 1685 bis 1922 bestand.

## Geschichte

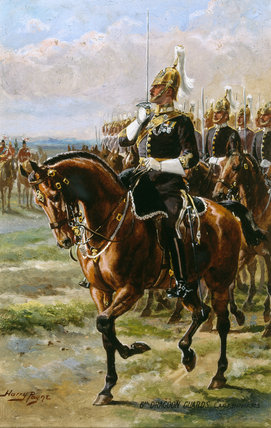
Parade der 6th Dragoon Guards, um 1905

Das Regiment wurde am 31. Juli 1685 in England gegründet, um für König Jakob II. gegen die Monmouth Rebellion zu kämpfen. Es handelte sich zunächst um ein Regiment Carabiniers, das heißt Reiter mit Karabinern oder verkürzten Musketen. Nach seinem protokollarischen Rang war das Regiment zunächst als 9th Regiment of Horse nummeriert. Der erste Colonel des Regiments, Richard Lumley, 2. Viscount Lumley (ab 1690 Earl of Scarbrough), beantragte erfolgreich, dass das Regiments nach der Witwe von König Karl II., Katharina von Braganza, den Namen Queen Dowager’s Regiment of Horse erhielt.
Nachdem das Regiment sich 1688 im Rahmen der Glorious Revolution auf die Seite Wilhelms III. gestellt hatte, wurde es 1690 nach diesem zum King’s Regiment of Carabineers umbenannt. Durch die Auflösung anderer Regimenter wurde es 1690 nach seinem protokollarischen Rang zu 8th Regiment of Horse und 1694 zu 7th Regiment of Horse umnummeriert. 1740 erhielt es den Namen His Majesty’s 1st Regiment of Carabiniers. Am 25. Dezember 1746 wurde das Regiment, dessen Männer zu diesem Zeitpunkt fast ausschließlich aus irische Protestanten waren, in die Heeresorganisation des Königreichs Irland eingegliedert und dort nach seinem protokollarischen Rang als 3rd Regiment of Horse nummeriert. Als am 1. Juli 1751 eine einheitliche Nummerierung der Regimenter der britischen Armee eingeführt wurde, erhielt es den offiziellen Regimentsnamen 3rd Regiment of Horse, der 1756 zu 3rd Regiment of Horse (Carabiniers) erweitert wurde. Am 1. April 1788 wurde das Regiment wieder in die Heeresorganisation des Königreichs Großbritannien eingegliedert und zu 6th Regiment of Dragoon Guards umbenannt. Es wurde dabei von Schwerer Kavallerie (Regiment of Horse) zu Dragonern (Regiment of Dragoon Guards) umklassifiert, um den Sold kürzen zu können, ohne dass das Regiment dadurch zur Garde gezählt wurde. 1826 wurde der Regimentsname zu 6th Regiment of Dragoon Guards (Carabineers) erweitert und 1840 dessen Schreibweise zu 6th Regiment of Dragoon Guards (Carabiniers) geändert und die alternative Kurzform 6th Dragoon Guards (Carabiniers) offiziell eingeführt. Am 1. Januar 1921 wurde der Regimentsname zu den Carabiniers (6th Dragoon Guards) umgestellt.
Am 24. Oktober 1922 wurde das Regiment mit den 3rd Dragoon Guards (Prince of Wales’s) zu den 3rd/6th Dragoon Guards verschmolzen, die 1928 zu 3rd Carabiniers (Prince of Wales’s Dragoon Guards) umbenannt und 1971 mit den Royal Scots Greys (2nd Dragoons) zu den Royal Scots Dragoon Guards (Carabiniers and Greys) verschmolzen wurden. Die Royal Scots Dragoon Guards führen die Tradition der 6th Dragoon Guards bis heute weiter.

## Regimental Colonels
Colonel of the Regiment waren:
- 1685–1687: Lieutenant-General Richard Lumley, 1. Earl of Scarbrough
- 1687–1688: Brigadier-General Sir John Talbot
- 1688–1689: Colonel George Hewett, 1. Viscount Hewett
- 1689–1692: Colonel Richard Beverley
- 1692–1706: Lieutenant-General Hugh Wyndham
- 1706–1712: Lieutenant-General Francis Palmes
- 1712–1715: Colonel Leigh Backwell
- 1715–1721: Brigadier-General Richard Waring
- 1721–1727: Field Marshal Richard Boyle, 2. Viscount Shannon
- 1727–1730: Lieutenant-General George MacCartney
- 1730–1731: Major-General Henry Scott, 1. Earl of Deloraine
- 1731–1733: Field Marshal Sir Robert Rich, 4. Baronet
- 1733–1740: Major-General Charles Cathcart, 8. Lord Cathcart
- 1740–1749: Lieutenant-General Phineas Bowles
- 1749–1750: General Hon. James Cholmondeley
- 1750–1757: Lieutenant-General George Germain, 1. Viscount Sackville
- 1757–1764: Lieutenant-General Louis Dejean
- 1764–1775: Lieutenant-General Edward Harvey
- 1775–1780: General Sir William Augustus Pitt
- 1780–1788: General Sir John Irwin
- 1788–1821: General Henry Luttrell, 2. Earl of Carhampton
- 1821–1839: General Hon. Robert Taylor
- 1839–1858: General Sir Thomas Hawker
- 1858–1860: Lieutenant-General Sir Alexander Kennedy Clark-Kennedy
- 1860–1868: General Sir James Jackson[2]
- 1868–1873: Lieutenant-General Sir John Rowland Smyth[3]
- 1873–1880: General Henry Richmond Jones[4]
- 1880–1891: General George Calvert Clarke[5]
- 1891–1892: Lieutenant-General Charles Sawyer[6]
- 1892–1902: Major-General Sir Alexander James Hardy Elliot[7]
- 1902–1917: Lieutenant-General Sir John Fryer[8]
- 1917–1922: Major-General Henry Peregrine Leader[9]

## Battle Honours
Zusätzlich zu den Battle Honours, die das Regiment von seinen beiden Vorgängerregimentern weiterführte, wurden dem Regiment folgende Battle Honours verliehen (englische Originalbezeichnungen):
- Vor 1914: Blenheim, Ramillies, Oudenarde, Malplaquet, Warburg, Willems, Sevastopol, Delhi 1857, Afghanistan 1879–80, Relief of Kimberley, Paardeberg, South Africa 1901–02.
- Erster Weltkrieg: Mons, Le Cateau, Retreat from Mons, Marne 1914, Aisne 1914, Messines 1914, Armentières 1914, Ypres 1915, St. Julien, Bellewaarde, Arras 1917, Scarpe 1917, Cambrai 1917 ’18, Somme 1918, St. Quentin, Lys, Hazebrouck, Amiens, Bapaume 1918, Hindenburg Line, Canal du Nord, Selle, Sambre, Pursuit to Mons, France and Flanders 1914–18.